# Бенуа, Аделин
Аделин Бенуа (нидерл. Adelin Benoît 12 мая 1900, Шатле, Эно — 18 июня 1954, Шатле, Эно) — бельгийский профессиональный шоссейный велогонщик в 1923—1932 годах. Победитель  однодневной классической велогонки Бордо — Париж (1926).

## Достижения
1920
1-й Гран-при Франсуа Фабера
1921
2-й Брюссель — Льеж
1923
1-й Брюссель — Льеж
1924
2-й Льеж — Бастонь — Льеж
3-й Тур Бельгии — Генеральная классификация
7-й Париж — Рубе
1925
Тур де Франс
1-й — Этап 8
1-й  Лидер в Генеральной классификации после Этапов 3-6, 8
2-й Париж — Брюссель
3-й Джиро делла Провинция ди Милан
5-й Тур Страны Басков — Генеральная классификация
6-й Париж — Рубе
1926
1-й — Этап 5 Тур де Франс
1-й Бордо — Париж 
10-й Париж — Рубе
1927
Тур де Франс
5-й — Генеральная классификация
1-й — Этапы 9 и 18
2-й Бордо — Париж
5-й Париж — Рубе
5-й Тур Страны Басков — Генеральная классификация
6-й Париж — Брюссель

## Статистика выступлений

### Гранд-туры
| Гранд-тур      | 1925 | 1926 | 1927 |
| -------------- | ---- | ---- | ---- |
| Джиро д’Италия | —    | —    | —    |
| Тур де Франс   | 12   | НФ   | 5    |

| —  | Не участвовал  |
| НФ | Не финишировал |